# Grizzlys Wolfsburg
I Grizzlys Wolfsburg sono una squadra di hockey su ghiaccio tedesca che milita nella DEL dal 2007/08. Gioca a Wolfsburg all'EisArena.
La squadra originaria, EHC Grizzly Adams Wolfsburg 1992 eV, è nata nel 1992 da un fan club, ha preso in carico la gestione delle partite nel 1995 dopo la bancarotta della EC Wolfsburg e.V. ed è ancora oggi responsabile della gestione delle squadre giovanili e amatoriali. Nel 2004, la squadra professionistica è stata scorporata dalla squadra originaria nella EHC Wolfsburg Grizzly Adams GmbH.
I Grizzlys giocano le loro partite casalinghe nella Eis Arena Wolfsburg aperta nel 2006, i loro colori di squadra sono arancione e nero. I successi più importanti del club sono stati nel 2009 con la vittoria della Coppa tedesca di hockey su ghiaccio e nel 2011 con l'accesso alla finale dei play-off, dopo aver terminato il girone di qualificazione al primo posto, così come nel 2016 e 2017, quando ha raggiunto la finale dei play-off. Nel 2010 e dal 2013 al 2015, la squadra ha raggiunto le semifinali dei play-off, quindi dal 2013 hanno raggiunto le semifinali cinque volte di fila. 

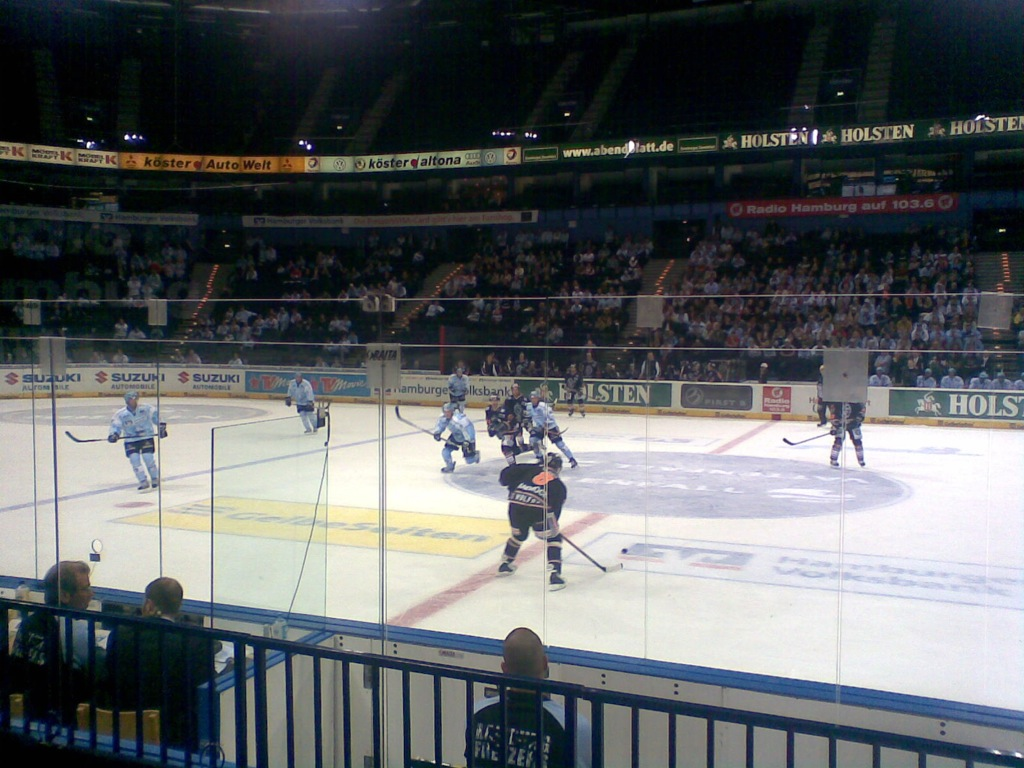
Gara tra il Wolfsburg Grizzly Adams e gli Hamburg Freezers (2007)

## Rosa 2007-08
| Numero | Nome                   | Posizione  | Data di nascita  | Scadenza contratto | Nazionalità            |
| ------ | ---------------------- | ---------- | ---------------- | ------------------ | ---------------------- |
| 1      | Oliver Jonas           | Portiere   | 14 maggio 1979   | 2008               | Germania (bandiera)    |
| 45     | Chris Rogles           | Portiere   | 22 gennaio 1969  | 2008               | Stati Uniti (bandiera) |
| 83     | Martin Niemz (X)       | Portiere   | 8 marzo 1983     | 2008               | Germania (bandiera)    |
| 2      | Alexander Genze        | Difensore  | 2 marzo 1971     | 2008               | /                      |
| 6      | Thomas Gödtel          | Difensore  | 4 luglio 1983    | -                  | Germania (bandiera)    |
| 13     | David Danner           | Difensore  | 19 febbraio 1983 | -                  | Germania (bandiera)    |
| 44     | Jesse Fibiger          | Difensore  | 4 aprile 1978    | 2008               | Canada (bandiera)      |
| 91     | Jean-François Fortin   | Difensore  | 15 marzo 1979    | 2008               | Canada (bandiera)      |
| 8      | Robby Sandrock         | Difensore  | 10 marzo 1978    | 2008               | Canada (bandiera)      |
| 18     | Markus Gleich          | Difensore  | 8 aprile 1987    | 2010               | Germania (bandiera)    |
| 82     | Petr Macholda          | Difensore  | 25 gennaio 1982  | 2009               | /                      |
| 94     | Fredrik Svensson       | Difensore  | 13 aprile 1974   | 2008               | Svezia (bandiera)      |
| 7      | Tim Regan              | Attaccante | 6 febbraio       | 2008               | /                      |
| 10     | Christoph Wietfeldt    | Attaccante | 10 aprile 1978   | 2008               | Germania (bandiera)    |
| 27     | Michael Henrich        | Attaccante | 3 marzo 1980     | 2008               | Canada (bandiera)      |
| 31     | Jan Zurek              | Attaccante | 21 gennaio 1976  | 2008               | /                      |
| 24     | Michal Bartosch        | Attaccante | 20 gennaio 1985  | 2008               | /                      |
| 21     | Christoph Höhenleitner | Attaccante | 10 agosto 1983   | 2008               | Germania (bandiera)    |
| 39     | Jason Ulmer            | Attaccante | 20 dicembre 1978 | 2008               | Canada (bandiera)      |
| 49     | Chad Wiseman           | Attaccante | 25 marzo 1981    | 2008               | Canada (bandiera)      |
| 52     | Tony Voce              | Attaccante | 30 ottobre 1980  | 2008               | Stati Uniti (bandiera) |
| 28     | Lubomir Hurtaj         | Attaccante | 28 novembre 1975 | bis 2008           | Slovacchia (bandiera)  |
|        | Toni Krinner           | Allenatore | 14 giugno 1967   | 2007               | Germania (bandiera)    |
|        | Nuovi dal 2008/2009:   |            |                  |                    |                        |
| 14     | Norm Milley            | Attaccante | 14 febbraio 1980 | 2009               | Canada (bandiera)      |